# Латвия на летних Олимпийских играх 1928
Латвия принимала участие в Летних Олимпийских играх 1928 года в Амстердаме (Нидерланды), но не завоевала ни одной медали.

## Результаты соревнований

### Борьба
Спортсменов — 2
Греко-римская борьба
| Борец              | Весовая категория | Отборочная группа            | Отборочная группа           | Отборочная группа            | Отборочная группа | Отборочная группа | Отборочная группа | Отборочная группа | Финальный раунд           | Финальный раунд |
| Борец              | Весовая категория | Раунд 1 Результат            | Раунд 2 Результат           | Раунд 3 Результат            | Раунд 4 Результат | Раунд 5 Результат | Раунд 6 Результат | Место             | Финальный раунд Результат | Место           |
| ------------------ | ----------------- | ---------------------------- | --------------------------- | ---------------------------- | ----------------- | ----------------- | ----------------- | ----------------- | ------------------------- | --------------- |
| Карлис Петерсонс   | до 82,5 кг        | Имре Салаи Венгрия Пор.      | Бела Юхас Югославия Поб.    | Онни Пеллинен Финляндия Пор. | н/д               | н/д               | н/д               | 8                 | NQ                        | NQ              |
| Альбертс Звейниекс | свыше 82,5 кг     | Ойген Висбергер Австрия Пор. | Хорхе Бриола Аргентина Поб. | Раймунд Бадо Венгрия Пор.    | н/д               | н/д               | н/д               | 9                 | NQ                        | NQ              |

### Велоспорт
Спортсменов — 5
 Трековый велоспорт
Спринт
| Велосипедист  | Соревнование | Раунд 1                                                                     | Утешительный 1                                 | Утешительный финал             | Четвертьфинал                  | Полуфинал                      | Финал                          | Финал |
| Велосипедист  | Соревнование | Соперник Время Скорость (км/ч)                                              | Соперник Время Скорость (км/ч)                 | Соперник Время Скорость (км/ч) | Соперник Время Скорость (км/ч) | Соперник Время Скорость (км/ч) | Соперник Время Скорость (км/ч) | Место |
| ------------- | ------------ | --------------------------------------------------------------------------- | ---------------------------------------------- | ------------------------------ | ------------------------------ | ------------------------------ | ------------------------------ | ----- |
| Робертс Плуме | Спринт       | Джек Стэнден Австралия Эдоардо Северньини Италия Хосе Мария Йермо Испания П | Ежи Кошутский Польша Берти Доннелли Ирландия П | NQ                             | NQ                             | NQ                             | NQ                             | NQ    |

Командная гонка преследования
| Велосипедисты                                                | Соревнование                  | Раунд 1                                                                    | Раунд 2 | Полуфинал      | Финал          | Финал |
| Велосипедисты                                                | Соревнование                  | Время                                                                      | Место   | Соперник Время | Соперник Время | Место |
| ------------------------------------------------------------ | ----------------------------- | -------------------------------------------------------------------------- | ------- | -------------- | -------------- | ----- |
| Робертс Озолс Зенонс Поповс Эрнестс Малерс Фридрихс Укстиньш | Командная гонка преследования | Италия (ITA) Чезаре Фаччани Джакомо Гайони Луиджи Тасселли Марио Лузиани П | NQ      | NQ             | NQ             | 9     |

### Лёгкая атлетика
Спортсменов — 6
Мужчины
| Дисциплина    | Спортсмен          | Предварительный раунд | Предварительный раунд | Четвертьфиналы       | Четвертьфиналы       | Полуфиналы           | Полуфиналы           | Финал                | Финал                |
| Дисциплина    | Спортсмен          | Результат             | Место                 | Результат            | Место                | Результат            | Место                | Результат            | Место                |
| ------------- | ------------------ | --------------------- | --------------------- | -------------------- | -------------------- | -------------------- | -------------------- | -------------------- | -------------------- |
| 5000 м        | Станислав Петкевич |                       |                       |                      |                      | 15:03.0              | 2 Q                  | —                    | 7                    |
| 10 000 м      | Станислав Петкевич |                       |                       |                      |                      |                      |                      | —                    | 15                   |
| марафон       | Артурс Мотмиллерс  |                       |                       |                      |                      |                      |                      | 2:56:45              | 38                   |
| марафон       | Вилис Циммерманис  |                       |                       |                      |                      |                      |                      | DNF                  | —                    |
| метание диска | Янис Йорданс       | 42.78                 | 12                    | Завершил выступление | Завершил выступление | Завершил выступление | Завершил выступление | Завершил выступление | Завершил выступление |

Женщины
| Дисциплина    | Спортсменка       | Предварительный раунд | Предварительный раунд | Четвертьфиналы        | Четвертьфиналы        | Полуфиналы            | Полуфиналы            | Финал                 | Финал                 |
| Дисциплина    | Спортсменка       | Результат             | Место                 | Результат             | Место                 | Результат             | Место                 | Результат             | Место                 |
| ------------- | ----------------- | --------------------- | --------------------- | --------------------- | --------------------- | --------------------- | --------------------- | --------------------- | --------------------- |
| 100 м         | Зинаида Лиепиня   | —                     | 3                     | Завершила выступление | Завершила выступление | Завершила выступление | Завершила выступление | Завершила выступление | Завершила выступление |
| метание диска | Эльфрида Карлсоне | 30.60                 | 14                    | Завершил выступление  | Завершил выступление  | Завершил выступление  | Завершил выступление  | Завершил выступление  | Завершил выступление  |

### Парусный спорт
| Спортсмен     | Класс            | Очки | Место |
| ------------- | ---------------- | ---- | ----- |
| Куртс Класенс | Монотип 12 футов | 23   | 11    |

### Тяжёлая атлетика
| Спортсмен       | Категория     | Жим | Жим | Жим | Рывок | Рывок | Рывок | Толчок | Толчок | Толчок | Всего | Место |
| Спортсмен       | Категория     | 1   | 2   | 3   | 1     | 2     | 3     | 1      | 2      | 3      | Всего | Место |
| --------------- | ------------- | --- | --- | --- | ----- | ----- | ----- | ------ | ------ | ------ | ----- | ----- |
| Карлис Лейландс | Свыше 82,5 кг | 105 | 110 | 115 | 105   | 110   | 110   | 140    | 140    | 140    | 355   | 4     |

## Конкурсы искусств
Латвию представляли художники Фридрих Баур и Константин Высотский.